# JWH-200
JWH-200 (alternativni naziv: - ) je psihotropna tvar. Dio skupine novih psihoaktivnih tvari. U Hrvatskoj su uvrštene izmjenama i dopunama uvrštene na Popis droga, psihotropnih tvari i biljaka iz kojih se može dobiti droga te tvari koje se mogu uporabiti za izradu droga donesenim od strane Ministarstva zdravstva i socijalne skrbi Republike Hrvatske ( Narodne novine br.: 19, 11. veljače 2011.). 
Kemijsko ime je (1-(2-morfolin-4-iletil)indol-3-il)-naftalen-1-ilmetanon. JWH-200 je sintetički kanabimimetički aminoalkilindol.

## Vanjske poveznice
- https://www.uredzadroge.hr  Arhivirana inačica izvorne stranice od 30. prosinca 2019. (Wayback Machine)
- https://www.nijd.uredzadroge.hr  Arhivirana inačica izvorne stranice od 30. prosinca 2019. (Wayback Machine)